# Elefant Ludwigs XIV.

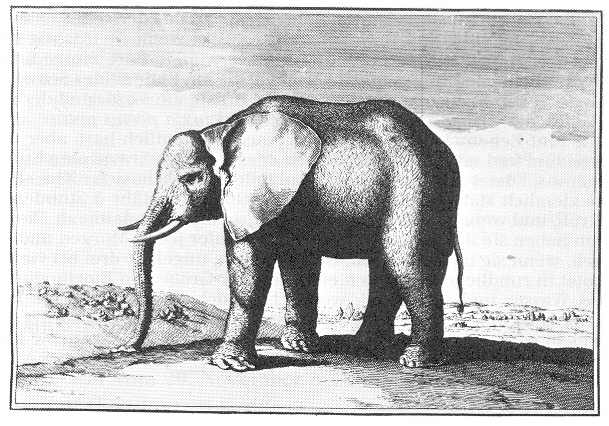
Der Elefant Ludwigs XIV.

Der Elefant Ludwigs XIV. (* um 1664; † 1681 in Versailles) war ein Geschenk des Königs von Portugal an Ludwig XIV., König von Frankreich, und gilt als der einzige nachgewiesene Afrikanische Elefant in Europa zwischen 1483 und 1862.

## Leben
Der Elefant stammte aus dem Kongo und kam 1668 als diplomatisches Geschenk aus Portugal nach Versailles, wo Ludwig in seinem Jagdschloss seit 1661 bereits regelmäßig residierte. Nach 13 Jahren im französischen Gehege starb das Tier 1681. Berichtet wird, dass es täglich mit 80 Pfund Brot, 12 Litern Wein, einer großen Portion Gemüsesuppe mit Brot und Reis, dazu Gras nach Belieben gefüttert worden sei; in seinen letzten Lebensjahren habe es an Muskelschwund gelitten und, sofern es sich hingelegt habe, hernach mit einem Kran wieder auf die Beine gestellt werden müssen.

## Bedeutung

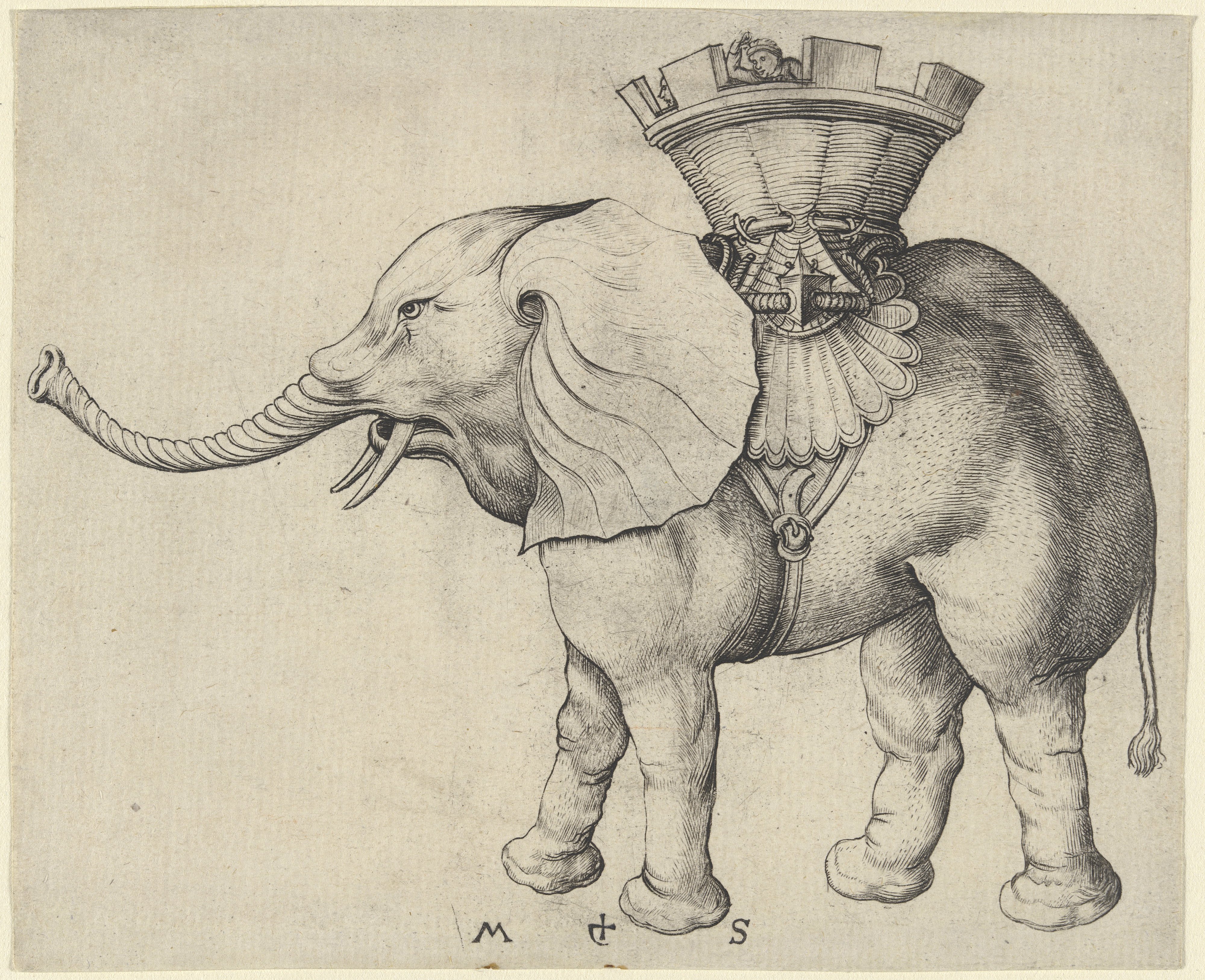
Martin Schongauer: Elefant. Kupferstich, 107 × 146 mm

Die in Europa, insbesondere von den portugiesischen Herrschern, seit dem 15. Jahrhundert als diplomatische Geschenke auf den Weg geschickten Elefanten stammten aus Asien; lebende afrikanische Elefanten waren in Europa bis zum ausgehenden 19. Jahrhundert eine Seltenheit, nur vier sind belegt, und zwar im Wesentlichen durch Bilder. Einem Tier, das Ludwig der IX. im Jahre 1255 von Frankreich nach England geschickt hatte, könnte in einer Abbildung die afrikanische Herkunft, an den Ohren erkennbar, bescheinigt worden sein. Von Martin Schongauer (1450–1491) stammt ein Kupferstich, der ein afrikanisches Tier zeigen könnte; die Quellen über ein lebendes Exemplar im 15. Jahrhundert sind jedoch widersprüchlich, einige werden dem Bereich der Legende zugeordnet. Erst 1862 kam – nach dem Elefanten Ludwigs XIV. – ein weiteres Exemplar aus Afrika nach Europa, das unter dem Namen Jumbo eine bis dahin einmalige öffentliche Elefantenkarriere machte.

## Rezeption
Nach dem Tode des Tiers 1681 wurde es von dem Architekten und Naturforscher Claude Perrault untersucht und seziert; die Ergebnisse wurden allerdings erst 1734 veröffentlicht.
Das Skelett des Tieres ist heute im Muséum national d’histoire naturelle ausgestellt. Ende März 2013 trennte ein Einbrecher mit einer Kettensäge den linken Stoßzahn des Elefanten ab und flüchtete damit, konnte jedoch noch in der Nähe des Museums von der Polizei gestellt werden.